# La Folle Histoire du monde 2
La Folle Histoire du monde 2 (History of the World, Part II) est une mini-série américaine comique en huit épisodes de 30 minutes diffusée du 6 au 9 mars 2023 sur la plateforme Hulu.
La série est la suite du film La Folle Histoire du monde, sorti en 1981.
 Toujours à la réalisation, Mel Brooks est accompagné de Wanda Sykes, Nick Kroll, Ike Barinholtz et David Stassen au scénario. Elle reprend des périodes de notre histoire.
En France, elle est diffusée sur la plateforme Disney+.
Un jeu vidéo issu de la série est disponible sur internet, sur Xbox et bientôt sur mobile.

## Synopsis
Les épisodes reprennent des périodes historiques et les transforment en sketch. Chaque épisode est composé de plusieurs périodes.

## Fiche technique
- Réalisation : Mel Brooks
- Sociétés de production : Good At Bizness, Inc., 23/34, Brooksfilms Limited, 20th Television, Searchlight Television (en)
- Production : Mel Brooks, Wanda Sykes, Nick Kroll, Ike Barinholtz, David Stassen, Kevin Salter, Christie Smith
- Scénario, adaptation et dialogues : Mel Brooks, Wanda Sykes, Nick Kroll, Ike Barinholtz, David Stassen, Kevin Salter, Christie Smith
- Photographie :
- Montage :
- Décors :
- Costumes :
- Durée : 29 à 31 minutes
- Langue : Anglais
- Pays : États-Unis
- Genre : humoristique, historique
- Dates de premières diffusions :  6 mars 2023 sur Hulu

## Distribution
- Mel Brooks (VF : Jean-Claude Donda) : le narrateur
- Ike Barinholtz (VF : Emmanuel Curtil) : Ulysses S. Grant, Léon Trotski, Alexander Graham Bell, Barry Santelmo, Ham et Mark
- Wanda Sykes (VF : Marie Bouvier) : Harriet Tubman, Shirley Chisholm, Bessie Coleman, Trish la commentatrice et Gloria
- Nick Kroll (VF : Tanguy Goasdoué) : Schmuck Mudman, Judas, le commentateur, Galilée, Henry Kissinger, Japhet et Steven Santelmo
- Colton Dunn (VF : Rody Benghezala) : Conrad Chisholm
- J. B. Smoove (VF : Frantz Confiac) : Luke
- Nick Robinson (VF : Léo Faure) : Robert Todd Lincoln
- Johnny Knoxville (VF : Jérôme Pauwels) : Grigori Raspoutine
- Jay Ellis (VF : Grégory Lerigab) : Jésus
- Kym Whitley (en) (VF : Sandrine Moaligou) : Florynce Kennedy
- Pamela Adlon (VF : Céline Ronté) : Fanny Mudman (librement inspiré de Fanny Kaplan)
- Ronny Chieng (VF : Donald Reignoux) : Kubilai Khan
- Dove Cameron (VF : Edwige Lemoine) : Anastasia Romanov
- Danny DeVito (VF : Philippe Peythieu) : Nicolas II
- Josh Gad (VF : Christophe Lemoine) : William Shakespeare
- Zazie Beetz (VF : Fily Keita) : Marie Madeleine
- Richard Kind : Saint Pierre
- Marla Gibbs : Ruby Seale
- Tyler James Williams (VF : Diouc Koma) : Mason Dixon
- Charles Melton : Joshy Mudman
- Malcolm Barrett (VF : Jean-Baptiste Anoumon) : Capitaine Hanks
- Jack Black (VF : Philippe Bozo) : Joseph Staline
- Rob Corddry (VF : Paul Borne) : Vladimir Lénine
- James Adomian (en) (VF : Jérôme Wiggins) : Richard Nixon

 Source et légende : version française (VF) sur RS Doublage